# Амальтео, Помпоний
Помпоний (Помпонио) Амальтео (итал. Pomponio Amalteo; 1505—1588) — итальянский живописец XVI века из семейства Амальтео.

## Биография
Помпоний Амальтео родился, согласно ЭСБЕ, в городе Сан-Вито-аль-Тальяменто (по другим данным, в Мотта-ди-Ливенца) в 1505 году.
Живописи Амальтео учился у Джованни Антонио Порденоне (1484—1539)), на дочери которого он был женат и которому он старательно подражал по внешней манере письма, особенно в виртуозном исполнении фресок.
В 1533 году, в Сан-Вито-аль-Тальяменто, Амальтео написал фигуры святых в соборе, на которых, по мнению некоторых, отразилось влияние стиля Тициана, у которого, по предположению некоторых историков, Амальтео выступал в роли модели Позднее Помпоний Амальтео в ратуше Ценеды написал «Историю Сузанны», «Суд Соломона» и другие работы.
С 1536 года он вновь работал в городе Сан-Вито-аль-Тальяменто, который уже не покидал до самой смерти. В церкви Санта-Марии-де-Баттути, где он расписал хор и купол многочисленными изображениями библейских сцен и отдельными группами фигур. Другие работы его находятся также в Продолоне, Удине, Казарзе и Вальвазоне. Джорджо Вазари высоко оценивал его работы.
Помпоний Амальтео скончался 9 марта 1588 года (по данным «ЭСБЕ» — в 1584 году) в Сан-Вито-аль-Тальяменто.
Среди известных учеников мастера был Джованни Антонио Агостини.

## Семья
Брат Помпония Джироламо (англ. Girolamo Amalteo) занимался миниатюрной живописью, а дочь Квинтилия живописью и скульптурой.